# Claus Hammel
Claus Hammel (* 4. Dezember 1932 in Parchim; † 12. April 1990 in Ahrenshoop) war ein deutscher Dramatiker.

## Leben und Schaffen
Claus Hammel war der Sohn eines Sattlermeisters. Die Familie lebte bis 1934 in Parchim und zog dann nach Demmin, wo Claus Hammel seine Kindheit und Jugend größtenteils verbrachte. Von 1949 an studierte er Gesang in West-Berlin, brach sein Studium jedoch 1950 ab. Im selben Jahr begann er in Ost-Berlin für die FDJ kulturpolitisch zu arbeiten. 1955 wurde er Theaterkritiker des Neuen Deutschland, 1957 Redakteur der Literaturzeitschrift ndl und 1959 redaktioneller Mitarbeiter des Sonntag. Seit 1972 war Hammel in der künstlerischen Leitung am Volkstheater Rostock tätig.
1958 debütierte Hammel als Dramatiker mit Hier ist ein Neger zu lynchen, einer Neufassung des Schauspiels Straßenecke von Hans Henny Jahnn. Viele seiner Werke sind Adaptionen von Prosa, darunter Frau Jenny Treibel, das 1964 als Auftragsarbeit nach Theodor Fontane entstand. Hammels „Frau Jenny Treibel“ weist aber, wie auch viele andere seiner Adaptionen, deutliche Unterschiede zum Roman auf, um dem damaligen Zeitgeist und der Ideologie der DDR besser zu entsprechen.
Über die DDR hinaus wurde Hammel mit seinem ebenfalls 1964 uraufgeführten Stück Um neun an der Achterbahn bekannt. Darin beschreibt er die auf einer wahren Begebenheit beruhende Geschichte eines Mädchens, das als Adoptivkind in der DDR aufwuchs, mit ihrer leiblichen Mutter nach Westdeutschland geht, sich aber schließlich entscheidet, in die DDR zurückzukehren. Im Vordergrund steht aber nicht die Kritik an der Bundesrepublik, sondern der Prozess der Selbstfindung einer jungen Frau im geteilten Deutschland.
Neben seiner Arbeit für das Theater war Hammel auch für die DEFA tätig. 1966 verfasste er mit Joachim Hasler das Drehbuch zu Reise ins Ehebett, sein Stück Le Faiseur oder Warten auf Godeau (nach Honoré de Balzac) wurde 1974 verfilmt. Wie in vielen seiner Werke kritisiert er auch in „Le Faiseur“ den Kapitalismus und hier insbesondere die Manipulation des Bürgertums durch falsche Versprechungen der Werbung.
Im Jahr 1978 ehrte Hammel den Begründer der Tscheka, Feliks Dzierżyński, in Form der Urlesung seines Werks Überlegungen zu Feliks D. am Volkstheater Rostock. Die künstlerische Leitung hatte Hanns Anselm Perten, Vorleser war Hans-Peter Minetti.

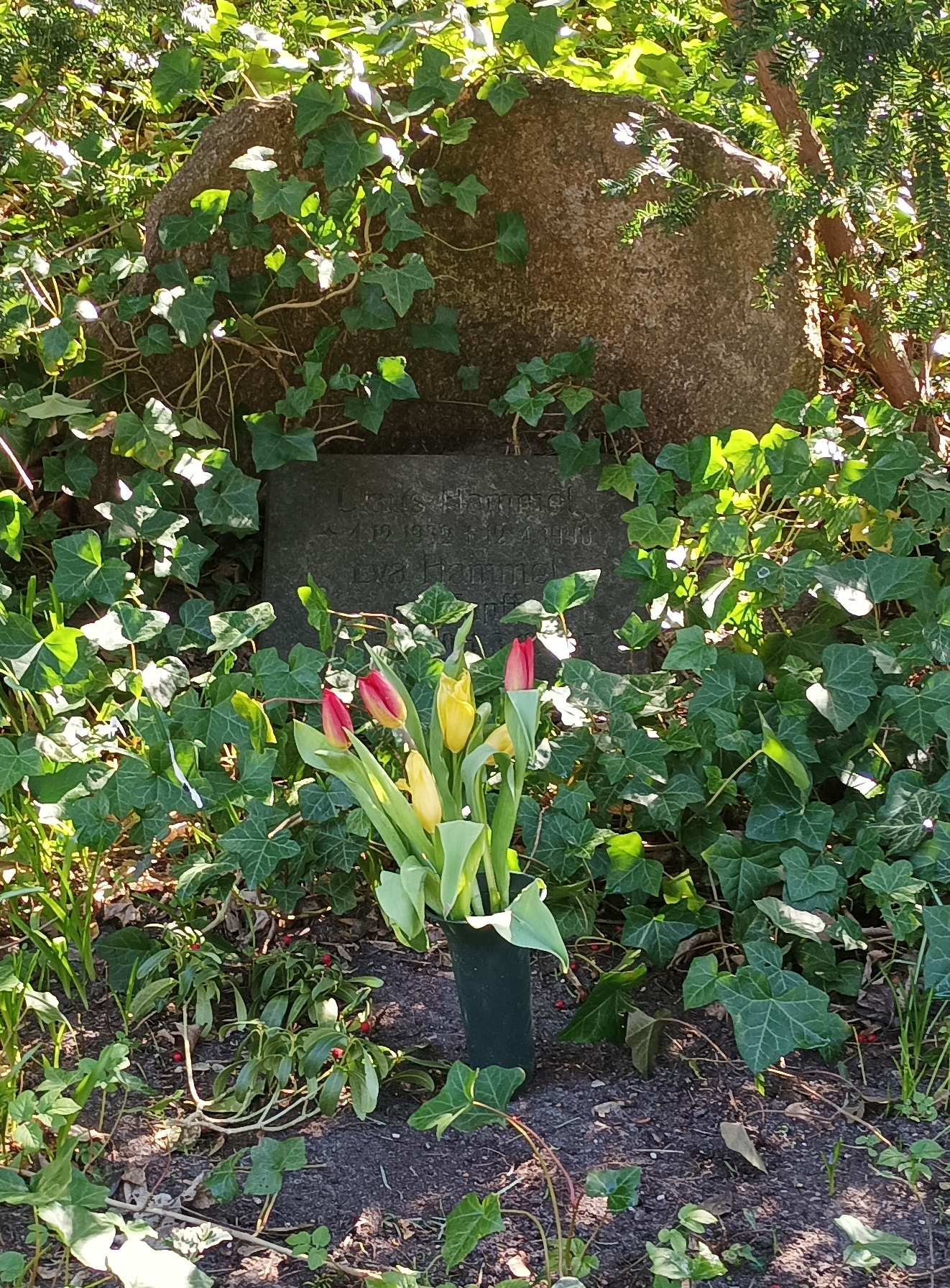
Grab von Claus und Eva Hammel in Ahrenshoop

Claus Hammel lebte mit seiner Ehefrau, der Dramaturgin Eva Zapff, im Ahrenshooper Ortsteil Althagen. Er starb 1990 im Alter von 57 Jahren in Ahrenshoop und wurde auf dem dortigen Friedhof begraben.

## Auszeichnungen
- 1967: Erich-Weinert-Medaille
- 1968: Lessing-Preis der DDR
- 1979: Nationalpreis der DDR für Kunst und Literatur
- 1984: Conrad-Ekhof-Ring des Volkstheaters Rostock

## Werke (Auswahl)
- 1958: Hier ist ein Neger zu lynchen
- 1962: Fischerkinder[2]
- 1964: Frau Jenny Treibel (1976 verfilmt)
- 1964: Um neun an der Achterbahn
- 1966: Reise ins Ehebett (Film-Drehbuch)
- 1967: Morgen kommt der Schornsteinfeger
- 1967: Ein Yankee an König Artus’ Hof
- 1970: Le Faiseur oder Warten auf Godeau, UA am 11. Oktober 1970 Deutsches Theater (Berlin)
- 1976: Rom oder Die zweite Erschaffung der Welt
- 1977: Das gelbe Fenster, der gelbe Stein, UA am 16. Januar 1977 im Volkstheater Rostock
- 1978: Überlegungen zu Feliks D.
- 1980: Humboldt und Bolivar oder Der Neue Continent
- 1981: Die Preußen kommen
- 1984: Die Lokomotive im Spargelfeld
- 1986: Dies Land – und ein anderes
- 1987/88: Der Nachbar